# Rudkøbings 650-Aars Købstads-Jubilæum
|  | Denne artikel er oprettet af botten PalnaBot ud fra en ekstern database. Den kan derfor have sproglige fejl eller mangler. Denne skabelon kan fjernes efter kontrol af indholdet. |

Rudkøbings 650-Aars Købstads-Jubilæum er en film med ukendt instruktør.

## Handling
Indsejling til Rudkøbing. Glimt hen over byen set fra kirketårnet. Det gamle apotek. Der lægges blomster på statuen af H.C. Ørsted. Et stort opbud af mennesker på havnen modtager æresgæsterne, som kommer sejlende til med færgen. Folkeoptoget med orkester i spidsen bevæger sig op gennem byen. Hverdagsliv i byens gader, bl.a. Ramsherred. Den gamle købmandsgård i Nørregade. Friluftsteater. Det store håndværkeroptog. Folkefest med madboder og tivoli.